# Tour d'Oman 2012
El Tour d'Oman 2012, tercera edició del Tour d'Oman, es disputà entre el 14 i el 19 de febrer de 2012. Organitzada per l'ASO, forma part l'UCI Asia Tour, amb una categoria 2.1.
El vencedor final fou l'eslovac Peter Velits, que s'imposà per un segon a l'italià Vincenzo Nibali. Tony Gallopin fou el tercer i millor jove de la cursa. Velits també guanyà la classificació per punts, Klaas Lodewyck la de la combativitat i el RadioShack-Nissan la classificació per equips.

## Equips
Setze equips componen el gran grup d'aquesta prova:
- 11 equips World Tour: BMC Racing Team, Garmin-Barracuda, GreenEDGE, Lotto-Belisol, Omega Pharma-Quick Step, Team Sky, Lampre-ISD, Team Katusha, Rabobank ProTeam, RadioShack-Nissan, FDJ-BigMat
- 3 equips continentals professionals: Champion System, Farnese Vini-Selle Italia, Project 1t4i
- 2 equips continentals: Bridgestone Anchor, RTS Racing

## Etapes
| Etapa    | Data         | Recorregut                           | Km    | Vencedor d'etapa | Líder de la general |
| -------- | ------------ | ------------------------------------ | ----- | ---------------- | ------------------- |
| 1a etapa | 14 de febrer | Al Alam Royal Palace – Wadi Al Hoqay | 159   | André Greipel    | André Greipel       |
| 2a etapa | 15 de febrer | Sur – Wadi Dayqah Dam                | 140,5 | Peter Sagan      | Peter Sagan         |
| 3a etapa | 16 de febrer | Al Awabi – Muscat Heights            | 144,5 | Marcel Kittel    | André Greipel       |
| 4a etapa | 17 de febrer | Bidbid – Al Wadi Al Kabir            | 142,5 | André Greipel    | André Greipel       |
| 5a etapa | 18 de febrer | Mascate – Jabal Al Akhdhar           | 158   | Vincenzo Nibali  | Peter Velits        |
| 6a etapa | 19 de febrer | Al Khawd – Matrah Corniche           | 130,5 | Marcel Kittel    | Peter Velits        |

## Classificació general
|    | Ciclista             | Equip                   | Temps       |
| -- | -------------------- | ----------------------- | ----------- |
| 1  | Peter Velits         | Omega Pharma-Quick Step | 21h 31' 02" |
| 2  | Vincenzo Nibali      | Liquigas-Cannondale     | + 01"       |
| 3  | Tony Gallopin        | RadioShack-Nissan       | + 17"       |
| 4  | Sandy Casar          | FDJ-BigMat              | + 21"       |
| 5  | Arnold Jeannesson    | FDJ-BigMat              | + 30"       |
| 6  | Tom Slagter          | Rabobank ProTeam        | + 30"       |
| 7  | Joaquim Rodríguez    | Team Katusha            | + 47"       |
| 8  | Ramūnas Navardauskas | Garmin-Barracuda        | + 49"       |
| 9  | Thomas Lebas         | Bridgestone Anchor      | + 50"       |
| 10 | Fabian Cancellara    | RadioShack-Nissan       | + 52"       |

## Evolució de les classificacions
| Etapa Vencedor      | Classificació general | Classificació per punts | Classificació dels joves | Classificació per equips | Premi de la combativitat |
| ------------------- | --------------------- | ----------------------- | ------------------------ | ------------------------ | ------------------------ |
| 1 André Greipel     | André Greipel         | André Greipel           | Denís Galimziànov        | Liquigas-Cannondale      | Alexandre Lemair         |
| 2 Peter Sagan       | Peter Sagan           | Peter Sagan             | Peter Sagan              | RadioShack-Nissan        | Klaas Lodewyck           |
| 3 Marcel Kittel     | André Greipel         | André Greipel           | Peter Sagan              | RadioShack-Nissan        | Alexandre Lemair         |
| 4 André Greipel     | André Greipel         | André Greipel           | Peter Sagan              | RadioShack-Nissan        | Klaas Lodewyck           |
| 5 Vincenzo Nibali   | Peter Velits          | André Greipel           | Tony Gallopin            | RadioShack-Nissan        | Klaas Lodewyck           |
| 6 Marcel Kittel     | Peter Velits          | Peter Sagan             | Tony Gallopin            | RadioShack-Nissan        | Klaas Lodewyck           |
| Classificació final | Peter Velits          | Peter Sagan             | Tony Gallopin            | RadioShack-Nissan        | Klaas Lodewyck           |